# Tre Ess
Tre Ess var ett margarinmärke i Sverige under 1900-talet.
Margarinet lanserades ursprungligen 1926 av Margarinaktiebolaget Zenith. Följande år togs försäljningen över av Margarinfabrikernas Försäljnings AB (senare känt som Margarinbolaget). Namnet kom ursprungligen av sloganen "Smakar som smör", som förbjöds 1932.
1956 återlanserades Tre Ess som ett varumärke för "högförädlat delikatessmargarin". Det blev samtidigt det första svenska margarinet som såldes i aluminiumfolie. I många år var Tre Ess ett av Margarinbolagets huvudmärken, jämte matlagningsmargarinet Milda.
Tre Ess överlevde som varumärke in på 2000-talet men avvecklades när Unilever minskade antalet varumärken.

## Källhänvisningar
1. ↑  Svenska Dagbladet, 5 februari 1926
2. ↑  David Leidenborg och Mats Wickman. ”Unilever - Samarbete i Margarinbolaget”. Unilever. Arkiverad från originalet den 3 mars 2019. https://web.archive.org/web/20190303120947/http://www.unileverhistoria.se/Om-Unilever/Samarbete-i-Margarinbolaget-/. Läst 29 november 2019.
3. ↑  Samarbete i Margarinbolaget Arkiverad 3 mars 2019 hämtat från the Wayback Machine., Unileverhistoria
4. ↑  Flora i folkhemmet Arkiverad 13 april 2017 hämtat från the Wayback Machine., Unileverhistoria